# Alikul Oszmonov

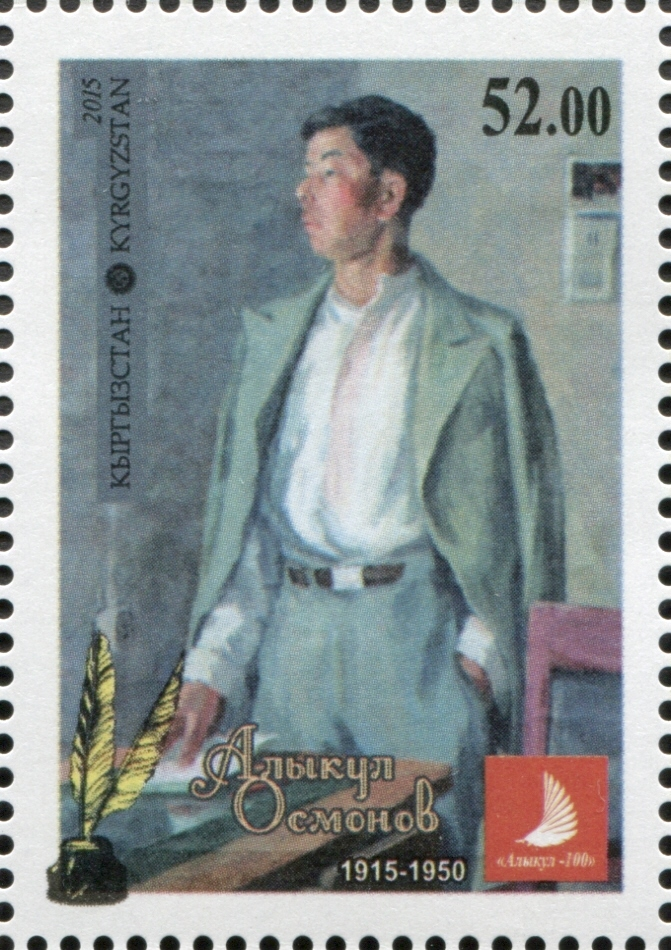
Oszmonov egy 2015-ös kirgiz bélyegen

Alikul Oszmonov (kirgizül Алыкул Осмонов; 1915. március 21. – Frunze, 1950. december 12.) kirgiz költő, író, dramaturg, műfordító. Kiemelkedő szerepet játszott Kirgizisztán költészetének modernizálásban. Fő eredménye a szájhagyomány útján létező költészet irodalmi alapokra helyezése, amelyben a megénekelt hagyományelemek a belső érzelmeket, a mindennapi életet és a nacionalizmust megörökítő világi témákra összpontosítottak. Számos európai szerzőt fordított le kirgiz nyelvre, mint például William Shakespeare-t, Petőfi Sándort és Alekszandr Szergejevics Puskint.

## Életrajz
Oszmonov a kirgizisztáni Kaptal-Arik településen (Panfilov kerület) született, az akkori Turkesztán Főkormányzóság területén, körülbelül 75 km-re nyugatra a mai Biskek városától. Fiatalon árva lett, és állami gondozásban nőtt fel, először Biskekben, majd egy tokmoki árvaházban. 1929-től Oszmonov a biskeki pedagógiai iskolában tanult, de az egyik árvaházban megszerzett tuberkulózis miatt kénytelen volt tanulmányát abbahagyni. Újságírói karrierje 1933-ban kezdődött meg, számos korai szovjet kori kirgiz nyelvű újságnál dolgozott, köztük a "Csabul" ("Támadás"), a "Lenincsil Dzsas" ("Lenin fiatalsága") és a "Kizil Kirgizisztán" ("Vörös Kirgizisztán", amely a mai napig "Kirgiz Túszu" címmel létezik).
Első művei 1930-ban jelentek meg, első versgyűjteménye, a Hajnal dalai, 1935-ben jelent meg. Oszmonov további művei a Csillagos ifjúság (1937), a Csolponsztan (1937), a Szerelem (1945) és az Új dalok (1949) című verseskötetek.
Oszmonov színműveket is írt, köztük a Kooman, a vadász (1947), Abulkaszim Dzsanbolotov (1948), és az Utazz Merkébe (1949) című komikus drámát.
1939 és 1940 között a Kirgizisztáni Nemzeti Írószövetség főtitkáraként dolgozott ("Кыргызстан Улуттук Жазуучулар союзу", amely ma is fennáll). Egy évvel korábban tagságot kapott a Szovjet Írószövetségben.
Oszmonov 35 évesen tüdőgyulladásban halt meg.

## Díjai, emlékezete
Oszmonovot 1950-ben "Sztálin-díjjal" (Szovjetunió Állami Díja), 1967-ben posztumusz pedig "Lenin-díj" -jal tüntették ki. Arcképe és költeményének egy részlete megjelenik a 200 kirgiz szomos bankjegyen, szobra a Biskeki Nemzeti Könyvtár előtt található. Oszmonov rengeteget utazott Kirgizisztánban, és ma számos múzeum viseli nevét, köztük Biskekben, Tokmokban, Csolpon-Atában, és különösen szülővárosában, Kaptal-Arikban, Kara-Balta területén.
A Kirgizisztáni Írók Szakszervezete irodalmi díjat alapított Alikul Oszmonov emlékére. Az Alikul Oszmonov-díj a Kirgizisztánban élő írók körében a harmadik legfontosabb díj volt, az Szovjetunió Lenin-díja és a Toktogul Szatilganovról elnevezett Kirgiz Állami Díj után.

## További információ
- Az Alikul Oszmonov múzeum renoválása